# Романов, Михаил Яковлевич (генерал)
Михаил Яковлевич Романов (1848—1915) — российский генерал от инфантерии, военный губернатор Акмолинской и Сыр-Дарьинской областей. Член ЗСОИРГО (1902).

## Биография
Родился 15 октября 1848 года. В 1867 году после окончания Павловского военного училища, был произведён в подпоручики, и определён в Елецкий 33-й пехотный полк, в 1871 году произведён в поручики.
После окончания Академии Генерального штаба по 2-му разряду, служил командиром роты в 33-м Елецком пехотном полку.
С 1875 года назначен старшим адъютантом штаба 34-й пехотной дивизии. В 1877 году произведён в штабс-капитаны. Участник Русско-турецкой войны.
С 5 января по 4 июля 1878 года являлся старшим адъютантом штаба 7-го армейского корпуса, с июля 1878 года состоял офицером для особых поручений при штабах 7-го и 8-го армейских корпусов. В 1879 году произведен в капитаны
В 1882 году произведён в подполковники и назначен состоять для особых поручений при командующем войсками Омского военного округа.
С октября 1882 года назначен командиром 8-го Западно-Сибирского стрелкового батальона. С 1887 года командир 18-го Туркестанского стрелкового батальона, в 1888 году произведён в полковники. 9 мая 1897 года назначен начальником штаба 41-й пехотной дивизии. С 21 января по 14 августа 1898 года был командиром 162-го Ахалцыхского пехотного полка.
14 августа 1898 года за отличие по службе Романов был произведён в генерал-майоры со старшинством на основании Манифеста 18 февраля 1762 года (впоследствии установлено с 2 апреля 1899 года) и назначен помощником начальника Приамурского военного округа. С 7 мая 1901 года по 17 февраля 1902 года был начальником 3-й пехотной Сибирской бригады, а затем получил назначение начальником штаба Сибирского военного округа.
1 января 1903 года назначен военным губернатором Акмолинской области и 6 декабря 1905 года произведён в генерал-лейтенанты. С 3 августа 1906 года военный губернатор Сыр-Дарьинской области. 20 января 1911 года уволен в отставку с производством в генералы от инфантерии, с мундиром и пенсией.
После отставки поселился в Одессе, где был председателем Одесского общества квартиро-собственников.
Умер 15 сентября 1915 года в Одессе. Похоронен на Втором христианском кладбище (участок № 31). 

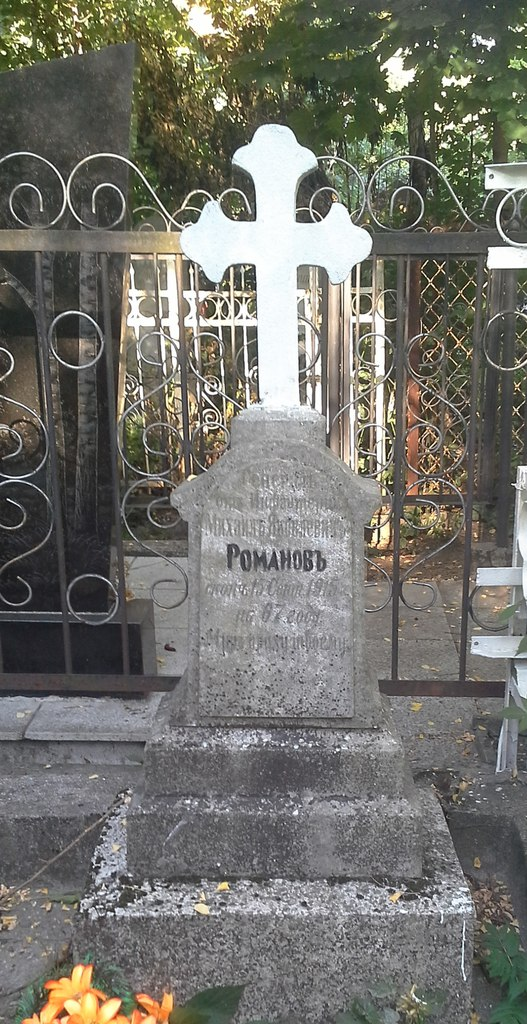
Могила Михаила Яковлевича Романова на втором христианском кладбище в Одессе

## Награды
- Орден Святого Станислава 3-й степени (1875);
- Орден Святой Анны 3-й степени (1879);
- Орден Святого Станислава 2-й степени (1882);
- Орден Святой Анны 2-й степени (1886);
- Орден Святого Владимира 4-й степени (1893);
- Орден Святого Владимира 3-й степени (1896);
- Орден Святого Станислава 1-й степени (1901);
- Орден Святой Анны 1-й степени (1905).